# Буди (Пшисуський повіт)
Буди (пол. Budy) — село в Польщі, у гміні Гельнюв Пшисуського повіту Мазовецького воєводства.
Населення — 32 особи (2011).
У 1975—1998 роках село належало до Радомського воєводства.

## Демографія
Демографічна структура станом на 31 березня 2011 року:
|          | Загалом | Допрацездатний вік | Працездатний вік | Постпрацездатний вік |
| -------- | ------- | ------------------ | ---------------- | -------------------- |
| Чоловіки | 15      | 2                  | 11               | 2                    |
| Жінки    | 17      | 1                  | 10               | 6                    |
| Разом    | 32      | 3                  | 21               | 8                    |